# Paweł Karpiński
Paweł Maciej Karpiński (ur. 4 listopada 1951 roku w Warszawie) – polski reżyser, scenarzysta i producent filmowy. W 1969 podjął pracę jako operator, realizator obrazu i reżyser w TVP. W latach 1972–1975 studiował na Wydziale Operatorskim PWSFTviT w Łodzi (studia zaoczne), gdzie w 1982 roku ukończył również studia na Wydziale Reżyserii (zaocznie).
Ma córkę Zofię i Agnieszkę.

## Filmografia
- 2008: Na kocią łapę (serial telewizyjny) – reżyseria
- 2006: Kochaj mnie, kochaj! (serial telewizyjny) – reżyseria, scenariusz, dialogi, scenariusz-pomysł, producent filmowy
- 2001–2002: Więzy krwi (serial telewizyjny) – producent wykonawczy
- od 1997: Klan (serial telewizyjny) – reżyseria
- 1994–1995: Fitness Club (serial telewizyjny) – reżyseria, producent filmowy
- 1988–1990: W labiryncie (serial telewizyjny) – reżyseria, scenariusz, dialogi, obsada aktorska; jako realizator TV
- 1988: Czarodziej z Harlemu – reżyseria, scenariusz, dialogi, obsada aktorska; jako sędzia na meczu
- 1986: Trio – reżyseria
- 1983: To tylko rock – reżyseria, scenariusz
- 1982: Smak czekolady – reżyseria, scenariusz

## Teatr TV
- 1992: Nieboskie stworzenie – reżyseria
- 1994: Lekcja tańca – reżyseria